# Western Australian Herbarium
El Herbario de Australia Occidental (Western Australian Herbarium), es un Herbario estatal que se encuentra en Perth, Australia Occidental. Es parte del gobierno del estado como Departamento de Ambiente y Conservación (Australia Occidental), y es responsable de la descripción y documentación de la flora de Australia Occidental.
El Herbario está vinculado a la Red Regional de Herbarios - que conecta a unos 84 grupos comunitarios regionales que tienen colecciones de referencia locales.
En 2000, con la Wildflower Society of Western Australia y el Botanic Gardens and Parks Authority publicó The Western Australian Flora – A Descriptive Catalogue.

## Historia
El Herbario se formó con la fusión de tres herbarios del gobierno separados: los del Museo de Australia Occidental , el Departamento de Agricultura , y el "Arboretb" mantenida por el Conservador de Bosques . El primero de ellos estaba formado por Bernard Henry Woodward , Director del Museo y Galería de Arte, probablemente en torno a 1895, y la segunda se formó probablemente con el nombramiento de Alexander Morrison como botánico para el Departamento de Agricultura en 1897. En 1906 el Departamento de Agricultura entregó su herbario al Museo, pero se recuperó en 1911. El "herbario bosque" se inició en 1916. Alrededor de 1928, el Gobierno tomó la decisión de fusionar los tres en un solo Herbario Estatal, que será gestionado por el Departamento de Agricultura. El "herbario bosque" fue entregado más o menos inmediatamente, pero el museo se oponía a la fusión, y no lo hizo finalmente, no entregó sus muestras hasta alrededor de 1959. En 1988 la responsabilidad del departamento se trasladó al Departamento de Agricultura al Departamento de Conservación y Manejo de Tierras (ahora el Departamento de Ambiente y Conservación (Australia Occidental).